# Brenton Wood
Brenton Wood, artiestennaam van Alfred Jesse Smith (Shreveport (Louisiana), 26 juli 1941 – Moreno Valley (Californië), 3 januari 2025), was een Amerikaanse zanger en songwriter.

## Jeugd
Alfred Smith verhuisde op jonge leeftijd met zijn familie naar San Pedro in Los Angeles. Hij bezocht de San Pedro High School, voordat hij weer verhuisde naar Compton. Daar werd hij lid van het Compton High School atletiekteam. Hij ontving verscheidene prijzen voor zijn sportieve prestaties.
Volgend op zijn diplomering schreef hij zich in aan het East Los Angeles College. Direct daarna nam hij de naam Brenton Wood aan, mogelijk geïnspireerd door het rijke arrondissement Brentwood, met een mogelijke tweede verbinding tot Bretton Woods. In deze periode begon zijn muzikale interesse zich te manifesteren. Hij werd geïnspireerd door Jesse Belvin en Sam Cooke en hij begon zijn talent als songwriter te verfijnen. Ook bekwaamde hij zich tot pianist.

## Carrière
Zijn eerste singles voor Brent Records en Wand Records flopten. Daarna tekende Wood voor Double Shot Records, waar hij The Oogum Boogum Song opnam (1967), die een 19e plaats bereikte in de r&b-hitlijst en een 34e plaats in de Billboard Hot 100. Woods grootste hit Gimme Little Sign kwam een paar maanden later uit en bereikte een 9e plaats in de pophitlijst en een 19e plaats in de r&b-hitlijst. Er werden meer dan een miljoen exemplaren verkocht en Wood kreeg daarvoor een Gouden Plaat. Er volgde Baby You Got It (1967), dat de 34e plaats behaalde van de Hot 100.
In 1972 richtte hij zijn eigen label op en publiceerde, produceerde en schreef de funksoul-klassieker Sticky Boom Boom To Cold Part I and II met medewerking van George Semper. en Al McKay van Earth, Wind & Fire. Wood nam ook een duet op met Shirley Goodman Zijn volgende song in de hitlijst was Come Softly to Me (1977).
In 1986 maakte hij zijn rentree met het album Out of the Woodwork, inclusief eigentijdse heropnamen van zijn vroegere hits. Tot de nieuwe nummers behoorde de single Soothe Me. Het album This Love is For Real kwam uit in 2001. Bij zijn latere optreden in 2006 in Los Angeles tijdens het programma Thee Mr. Duran Show bracht Wood met zijn band verschillende van zijn hitsingles ten gehore.
In 2014 werkte hij samen met William Pilgrim & The All Grows Up voor een nieuwe versie van de song Gimme Little Sign op het album Epic Endings.
Wood overleed op 3 januari 2025 op 83-jarige leeftijd in zijn huis in Moreno Valley.

## Cover-versies
The Oogum Boogum Song werd gecoverd door Alex Chilton, Gimme Little Sign door Danielle Brisebois, dat een hit werd in 1994 en ook werd opgenomen door de soulzanger Ronnie Jones op zijn lp Me and Myself. De song werd ook opgenomen door Ricky Nelson. In Singapore namen The Brown Boys van de Filipijnen het op voor hun EMI single in 1968. Het was de B-kant van de medley Goin' Out Of My Head/Can't Take My Eye of You. The Trailers, een band uit Singapore, nam de song ook op voor hun Soul EP (1968). De ska/rocksteady/reggae-band Hepcat uit Los Angeles coverde Gimme Little Sign op het album Push 'n Shove.

## Discografie

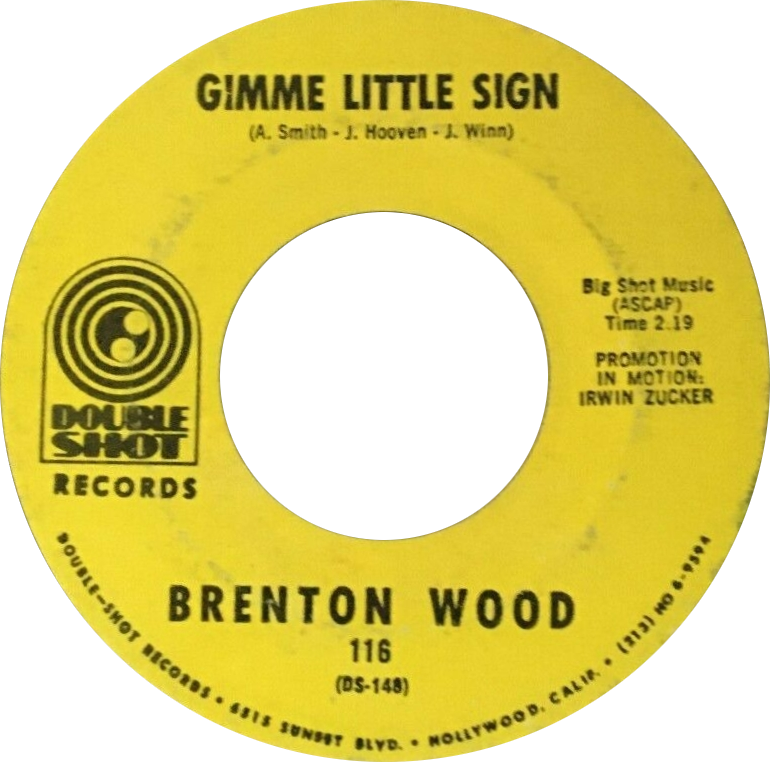
Gimme little sign, 1967

### Hitsingles
- 1967: The Oogum Boogum Song
- 1967: Gimme Little Sign
- 1967: Baby You Got It
- 1968: Lovey Dovey Kinda Lovin'
- 1977: Come Softly To Me

### Studioalbums
- 1967: Oogum Boogum
- 1967: Gimme Little Sign
- 1967: Baby You Got It
- 1977: Come Softly
- 1986: Out of the Woodwork
- 2001: This Love Is for Real
- 2009: Lord Hear My Prayer

### Compilaties
- 1991: Brenton Wood's 18 Best
- 1999: 18 More of the Best, Vol. 2
- 2000: Better Believe It

- Biblioteca Nacional de España: XX1793512
- Bibliothèque nationale de France: cb14023493s (data)
- Gemeinsame Normdatei: 1146274629
- International Standard Name Identifier: 0000 0000 8218 9046
- Library of Congress Control Number: n93065901
- MusicBrainz: bc86d48c-5393-4436-bb5d-2c214d07a676
- Nationale en Universitaire bibliotheek Zagreb: 000778377
- Virtual International Authority File: 36128730
- WorldCat: E39PBJth8dyQMcjtgTwXbkCvpP